# Perché quelle strane gocce di sangue sul corpo di Jennifer?
Perché quelle strane gocce di sangue sul corpo di Jennifer? è un film italiano del 1972 diretto da Giuliano Carnimeo.

## Trama
Una donna di nome Luna viene invitata da una donna sconosciuta a salire a casa sua. Prende l'ascensore fino all'ultimo piano, ma viene pugnalata a morte da un killer con i guanti prima che l'ascensore raggiunga l'ultimo piano. Tre inquilini, il violinista professor Isaacs, la vedova, la signora Moss e la spogliarellista del casinò Mizar Harrington stanno per prendere l'ascensore. Quando la signora Moss apre la porta dell'ascensore, Mizar entra, solo per trovare il corpo insanguinato di Luna sul pavimento dell'ascensore. La polizia viene chiamata mentre Mizar parte per il suo turno al casinò.
Nel frattempo, l'architetto dell'edificio, Andrea Antinori, ha assunto un fotografo, Arthur, per trovare modelli per le pubblicità. Sebbene Arthur suggerisca di prenotare Mizar Harrington, Andrea vede una modella di nome Jennifer Langsbury e ne è immediatamente attratto. Sta posando con la sua amica modella che vive con lei, Marilyn Ricci. Dopo che le foto sono state scattate, Jennifer e Marilyn partono per la notte. 
Sulla strada di casa, Jennifer viene avvicinata da Adam, il leader di una setta sessuale chiamata "Iris", con cui era sposata prima di scappare per fare la modella. Vuole che torni da lui e la avverte che se non lo fa, ci saranno delle conseguenze. Jennifer però riesce a scappare. 
Nel frattempo Mizar torna nel suo appartamento, dove scopre che le luci non funzionano. Mentre cammina con un fiammifero per illuminare la strada, viene resa incosciente dall'assassino, che in qualche modo si era fatto strada nel suo appartamento. La lega nella sua stessa vasca da bagno e la riempie d'acqua, annegandola. La mattina dopo, i commissari di polizia Enci e Renzi indagano sul suo appartamento e sul suo corpo. La signora Moss viene intervistata come testimone, così come il proprietario del casinò per cui Mizar ha lavorato. Una lettera d'amore a Mizar viene trovata sulla scena del crimine. 
Per invogliarle a recitare nelle sue pubblicità, Andrea subaffitta l'appartamento ormai vuoto di Mizar a Jennifer e Marilyn. Si unisce a loro per la cena ed è turbato dalla vista di Jennifer che si taglia il dito, rivelando la sua emofobia. Mentre esce dall'edificio in seguito, Andrea si confronta con Adam, che gli dice che Jennifer non può appartenere a nessun altro. 
Nelle prime ore del mattino, l'assassino irrompe nell'appartamento di Jennifer e le stringe la gola con le mani. Fugge dopo che lei si sveglia e urla. Marilyn pensa di averlo immaginato. La mattina dopo, nella farmacia locale, i due amici incontrano la loro vicina, Sheila Issacs, che vive con il professore, suo padre. 
Andrea viene intervistato dalla polizia, che lo ritiene un potenziale sospettato. Enci ordina a Renzi di tenerlo d'occhio. Quella notte, Jennifer trova un'iride schiacciata vicino alla sua porta ed entra nell'appartamento, dove Adam la attacca. Riesce a scappare e chiama Andrea. I due escono a mangiare e passeggiano in un parco, seguiti di nascosto da Renzi.
Jennifer torna all'appartamento quella notte per trovare l'assassino che l'aspetta, che tenta di baciarla. Lo colpisce con una lampada e corre all'appartamento di Sheila per chiedere aiuto. Quando tornano insieme, l'assassino è scomparso. Marilyn arriva e trova un'iride intrisa di sangue sul pavimento prima di aprire un armadio e scoprire Adam, che è stato pugnalato a morte. Jennifer racconta a Enci e Renzi della setta e le assicurano che non sarà accusata della morte di Adam, incolpando l'omicidio dell'assassino mascherato. Più tardi, crede di sentire la signora Moss parlare con un uomo nell'appartamento accanto, ma Marilyn pensa di immaginarlo. Sulla lettera d'amore di Mizar viene riprodotto un esempio di scrittura a mano, rivelando che è stato inviato da Sheila. Enci la intervista e lei si dichiara lesbica.
Andrea invita Jennifer a casa sua, dove le proclama il suo amore. I due fanno sesso. Il giorno successivo, Marilyn viene pugnalata in mezzo alla folla fuori dal grattacielo. Riesce ad afferrare Andrea, che stava aspettando un taxi nelle vicinanze, prima di crollare e morire. Spaventato dal sangue, fugge dalla scena e viene inseguito da Renzi, ma sfugge alla cattura. Nonostante i sospetti di Enci, Jennifer è sicura che sia innocente per gli omicidi.
Ritorna all'edificio e sente la signora Moss parlare di nuovo con la voce maschile. Irrompe nell'appartamento vicino e viene attaccata dal figlio della signora Moss, David, che è deforme. La signora Moss ritorna e la insulta prima di buttarla fuori. Jennifer chiama la polizia, ma la signora Moss ha nascosto David quando arrivano e afferma di vivere da sola.
Jennifer riceve una telefonata da Andrea, che le chiede di incontrarlo in una discarica fuori città. Lei ci va, ma Andrea viene spaventato da Renzi, che l'ha seguita. Jennifer torna all'appartamento, incontra Sheila e le due salgono insieme sull'ascensore. Tuttavia, scende da solo nel seminterrato. Escono ed esplorano la stanza prima che Sheila venga bruciata a morte da un getto di vapore caldo da una caldaia sabotata dall'assassino.
Jennifer si nasconde mentre qualcuno la insegue attraverso il seminterrato. Andrea si rivela e si dichiara innocente, ma non crede alle sue parole. La polizia arriva e lo insegue, ma lui scappa. Nel frattempo, la signora Moss scopre che David è scomparso dalla sua stanza. Il professor Issacs è sconvolto per la morte di sua figlia e suona il violino in lutto.
Jennifer decide di lasciare l'appartamento una volta per tutte. Mentre fa le valigie, viene nuovamente attaccata dall'assassino. Va dal professor Issacs per chiedere aiuto, solo per trovare il cadavere di David su una sedia. L'assassino apre la porta e si toglie la maschera, rivelandosi il professore. Incapace di far fronte al lesbismo di Sheila, ha incolpato la sua sessualità sulle altre donne nell'edificio e le ha uccise per vendetta, con l'assistenza di David, che era sotto la maschera in tutte le apparizioni non letali dell'assassino. Ha accidentalmente ucciso sua figlia con il vapore, pensando che stesse mirando a Jennifer.
Il professore la cloroformizza e getta il corpo di David giù per le scale aperte prima di prepararsi a fare lo stesso con lei. Andrea esce dall'ascensore e attacca, riuscendo a sopraffare il professore e gettandolo oltre la ringhiera fino alla morte. Lui e Jennifer condividono un abbraccio appassionato, felici che il calvario sia finito.